# Transzperszonális pszichológia
A transzperszonális pszichológia a pszichológiának egy relatíve új határterülete, mely az ember spiritualitás iránti igényeivel, az egészséges ember kiteljesedésével, az individuumon túl nyúló tapasztalatokkal foglalkozik. A területnek rengeteg különböző definíciója létezik, talán annak kiforratlansága miatt, és nehezen megragadható fogalmai, tárgya szerint.

## A tudomány jelenlegi állása
Lajoie és Shapiro (1992) kísérletet tettek a létező definíciók összefoglalására, és 202 korábbi meghatározás tanulmányozása után a következő konklúzióra jutottak:
A transzperszonális pszichológia az emberiség legmagasabb potenciáljaival, valamint egyesítő, spirituális és transzcendens tudatállapotok felismerésével, megértésével és megvalósításával foglalkozik.
A leggyakrabban említett, visszatérő elemek:
- tudatállapotok
- legmagasabb, vagy végső emberi képességek, potenciálok
- ego-n vagy személyen túli én
- transzcendencia
- spiritualitás

A ’Textbook of Transpersonal Psychiatry and Psychology’ (Scotton, Chinen, & John, 1996), a következő témákat határozza meg a transzperszonális pszichológia legfontosabb kutatási területeiként:
- a spirituális hagyományok (mint például a hinduizmus, jóga, buddhizmus, vadzsrajána, zen, taoizmus, tantra, sámánizmus, kabbala, keresztény misztika stb…) hozzájárulása a pszichológiához és pszichiátriához;
- őslakos amerikai gyógyítás;
- öregedés és felnőtt spirituális fejlődés;
- meditáció;
- tudatállapotok;
- transzperszonális megközelítés az oktatáshoz;
- pszichedelikumok, etnofarmakológia, és pszichofarmakológia;
- parapszichológia;
- kultúrközi tanulmányok és antropológia;
- vallásos és spirituális problémák diagnózisa;
- offenzív spiritualizmus és spirituális védelem;
- korábbi szektatagok kezelése;
- transzperszonális pszichoterápia;
- zeneterápia;
- függőség és felépülés;
- irányított imagináció és vizualizációs terápia;
- légzésterápia;
- halál és halálközeli élmények;
- előző élet terápia;
- ökológiai túlélés;
- szociális változások;
- testen kívüli élmények.

A transzperszonális pszichológia interdiszciplináris, holisztikus/integratív megközelítéssel tekint az emberre, magába foglal behaviorista, gestalt, kognitív pszichológiai, humanisztikus pszichológiai megközelítéseket, keleti és nyugati filozófiákat, misztikát és különböző vallási tanokat – mindezek ellenére azonban elismert akadémiai és tudományos kutatási terület.
Bár a hivatalos megalapítása a területnek – az Association of Transpersonal Psychology (ATP) megalapításával, és a Journal of Transpersonal Psychology, a terület hivatalos folyóiratának elindításával – csak 1967-ben történt meg, egy kisebb kutatócsoport által (tudósokkal mint Abraham Maslow, Anthony Sutich, Stanislav Grof, James Fadiman, Miles Vich és Sonya Margulies)(Grof, 2008), a felvetés nem volt előzmény nélküli. Központi intézmény a Palo Altó-i Institute of Transpersonal Psychology, melyet 1975-ben alapított Robert Frager.

## Előzmények
William James egyszerre követte a biológia kötöttségét, és a filozófia szabadságát. Megváltozott tudatállapotokkal (hipnózis, meditáció, extázis, pszichedelikumok, mély ima, akut pszichózis, szenzoros depriváció és elektromos ingerlésekkel kiváltott), vallásokkal, énfejlesztéssel, paranormális jelenségekkel és intuícióval kapcsolatos elméletei kiindulási pontot nyújtottak későbbi elméletalkotóknak. Elméleteiben figyelembe vette a self spirituális rétegét (elválasztva a biológiaitól, materiálistól és szociálistól) (Frager & Fadiman, 2005).
Carl Gustav Jung neve többszörösen kötődik a spiritualizmushoz, így a transzperszonális pszichológiához is. Individuációs elmélete a személyes spirituális fejlődésről, kollektív tudattalanról, archetípusokról, álmokról és szimbólumokról, valamint szinkronicitásról alkotott elméletei voltak leginkább inspiráló hatással a transzperszonális pszichológia fejlődésére (Frager & Fadiman, 2005).
Abraham Maslow, aki a terület alapító tagjai között van, humanisztikus pszichológiai irányultságával, az önmegvalósítás hierarchiájának – személyes énfejlődés -, és a szélsőséges emberi (csúcs)élményekkel való munkája volt hatással a TP-ra (Frager & Fadiman, 2005).
Roberto Assaggioli az ember spirituális természetét klinikai, gyógyító szemszögből közelítette meg, módszere pszichoszintézis néven terjedt el, és az én szub-énekkel és szupertudattal való egyesítését foglalja magába. Elméleteiben összeveti a spirituális krízist az egzisztenciális krízissel (Battista, 1996).
Ken Wilber a tudatállapotok spektrumának leírásával járult hozzá a területhez: megkülönbözteti a személy előtti – preegoikus, a személyes vagy egoikus, és transzperszonális vagyis transzegoikus tudatokat. Modelljében az énfejlődés egyszerre hierarchikus és cirkuláris (Wilber, 1996). Megalkotója a pre/transz tévedés fogalmának – mely abból alakul ki, hogy a nyugati pszichológiai irányzatok gyakran összekeverik, félreértik és patologizálják a transzperszonális szinteket, alacsonyabb szintként azonosítva őket.
A fenti tudósok legtöbbje elméleteikkel alapozta meg a területet, alapot adva a későbbi empirikus kutatásoknak. Jelenleg is, a transzperszonális pszichológia főként elméleti irányzatként van jelen, de gyakorlati alkalmazásai között szerepel a tanácsadás, egészség, spirituális fejlesztés, tudattágítás, valamint alapot biztosít olyan irányzatoknak mint transzperszonális antropológia, transzperszonális üzlet és transzperszonális művészet.

## Az irányzat kritikája
Az irányzatot rengeteg kritika éri. Első számú kritika annak tudománytalanságát támadja – vagyis a konceptuális, bizonyítékra épülő tudományos kereteinek hiányát. Ennek egyik oka a definíciók hiánya, valamint a fogalmak operacionizálásának nehézségei, annak biológiai-fizikai alapjainak hiánya. Filozófiával és valláselmélettel foglalkozók a filozófiai irányzatokhoz és vallási alapokhoz való kötődését – és azok tartalmához való hűtlenségét kritizálják leginkább. A megítélést nem segíti a modern ezoterikus, spirituális és New Age irányzatokkal való kapcsolat sem.

## Fordítás
- Ez a szócikk részben vagy egészben a Transpersonal psychology című angol Wikipédia-szócikk ezen változatának fordításán alapul.  Az eredeti cikk szerkesztőit annak laptörténete sorolja fel. Ez a jelzés csupán a megfogalmazás eredetét és a szerzői jogokat jelzi, nem szolgál a cikkben szereplő információk forrásmegjelöléseként.

### Magyarul
- Bevezetés a transzperszonális pszichológiába. Válogatás Abraham H. Maslow, Roberto Assagioli, Ken Wilber írásaiból; ford. Turóczi Attila; Ursus Libris, Budapest, 2006 (Emberközpontú pszichológia) ISBN 9638689560
- Barbara Somers–Ian Gordon-Brown: A gyógyító utazás. Transzperszonális pszichoterápia; szerk. Hazel Marshall, ford. Turóczi Attila; Ursus Libris, Budapest, 2010 (Emberközpontú pszichológia)
- Transzperszonális pszichológia és pszichoterápia; szerk. Bagdy Emőke, Mirnics Zsuzsanna, Nyitrai Erika; Kulcslyuk, Budapest, 2011
- Tornyossy Mária: A születéstől az élhető filozófiáig A pszichológia új útjainak használata a mindennapokban. Fejezetek egy transzperszonális szemléletű pszichológiából. Ödipusz, Narkisszosz, Kékszakáll és a többiek; Oriold, Budapest, 2013